# Pourquoi tant de haine
Cet article possède un paronyme, voir Mais pourquoi tant de haine ?.
 (mars 2012).
Si vous disposez d'ouvrages ou d'articles de référence ou si vous connaissez des sites web de qualité traitant du thème abordé ici, merci de compléter l'article en donnant les références utiles à sa vérifiabilité et en les liant à la section « Notes et références ».
Pourquoi tant de haine ? est le premier album du groupe de rap français Ministère A.M.E.R., sorti en septembre 1992.
Cet album est notamment connu pour sa chanson très virulente envers les policiers et l'état, Brigitte femme de flic. Bien que l'opus ait connu un succès d'estime, à cause des démêlés judiciaires qu'ont causé certains titres, le groupe, par l'intermédiaire de cet album, a gagné en notoriété et en reconnaissance, leur permettant ainsi d'installer et de faire entendre leurs messages politiques.

## Histoire de l'album
Premier album de Ministère A.M.E.R. dont les membres sont Stomy Bugsy et Passi, Moda présent sur le maxi Traître sorti en 1991 a quitté le groupe. L'album reprend les titres Traitres et Au Dessus Des Lois mais écarte Le Droit Chemin.
À sa sortie en 1992, l'album détonne car il se rapproche du gangsta rap américain, style violent peu courant dans le paysage rap français de l'époque.
L'album est composé de messages politiques et contestataires, ainsi que des propos très virulents. Plusieurs thèmes sont dénoncés tels que les brutalités policières sur le titre Garde à vue, le racisme envers les noirs et la persécution de ces derniers dans Damnés de la terre, Au-dessus des lois ou encore Traître, sur les policiers noirs qui abusent de leur pouvoirs sur des noirs.
La chanson Brigitte femme de flic déclenche une vive polémique. Les propos virulents et provocateurs, décrivant une femme de policier blanc qui couche avec tous les noirs et arabes de la cité, entraînèrent Charles Pasqua, alors ministre de l'Intérieur, à porter plainte avec plusieurs associations de défense de la police pour condamner le groupe et faire interdire l'album. La plainte resta sans suite et aura même une suite dans l'album suivant Brigitte femme II qui fait allusion cette fois a une femme de commissaire avec un extrait d'interview d'un flic à l'accent méridional qui se plaint de cette chanson qui est une insulte envers la police et donc l'État. À ce propos, les membres du groupe se défendent en expliquant raconter leur vécu.
L'album contient également un slow : le titre SOS.

## Titres
1. Le Savoir est une arme
2. Brigitte femme de flic (avec Novices du vice)
3. Chapitre 2 acte 10
4. Traîtres (avec Moda) (issu du maxi)
5. Damnés
6. Crime et attentats (intro du titre suivant)
7. RCA
8. 48 h intro du titre suivant
9. Garde à vue
10. Au-dessus des lois (avec Moda) (issu du maxi)
11. Panther
12. Quotidien urbain (intro du titre suivant)
13. Prisonnier de la monnaie
14. Étiquette (intro du titre suivant)
15. SOS